# Domov pro seniory Nopova
Domov pro seniory Nopova je budova nacházející se na adrese Nopova 96 v Brně ve čtvrti Židenice. Navrhli ji architekti Zdeněk Tihelka a František Kopřivík. Výstavba probíhala v letech 1978–1978. Jedná se o víceúčelový komplex budov prefabrikované železobetonové konstrukce. Budova o členitém půdoryse obklopená zelení je rozdělena na dvě části A a B. Budova A je pětipodlažní a je uzpůsobena pro vyšší lůžkovou kapacitu. Má francouzská okna nad vstupem, které dále pokračují pásy oken a jsou zakončené lodžiemi. Budova B je kapacitně menší s orientací do zahrady. Ubytování zde tvoří dvoupokojové buňky s vlastním sociálním zařízením.

## Galerie

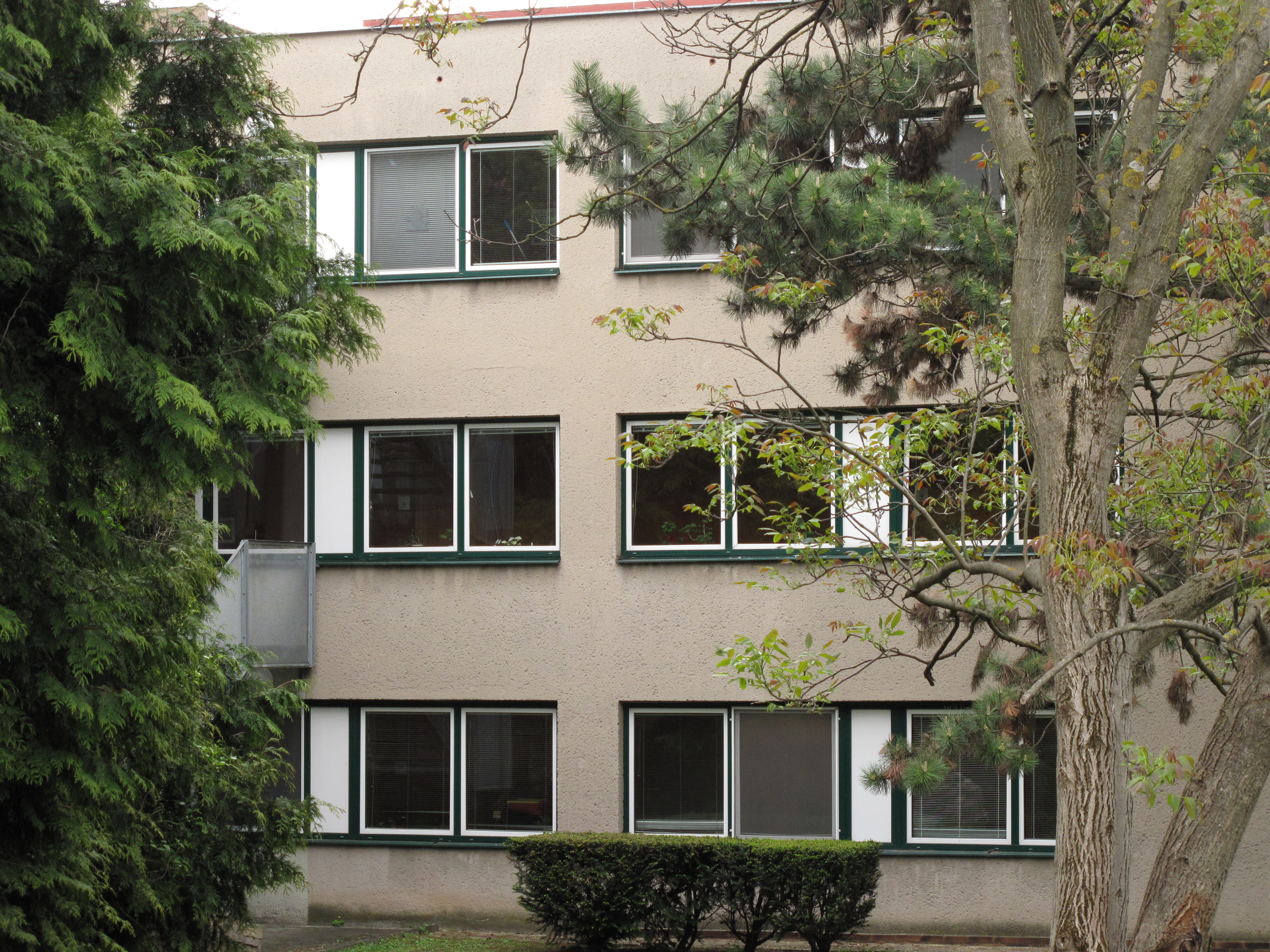
Detail fasády zakrytý stromy
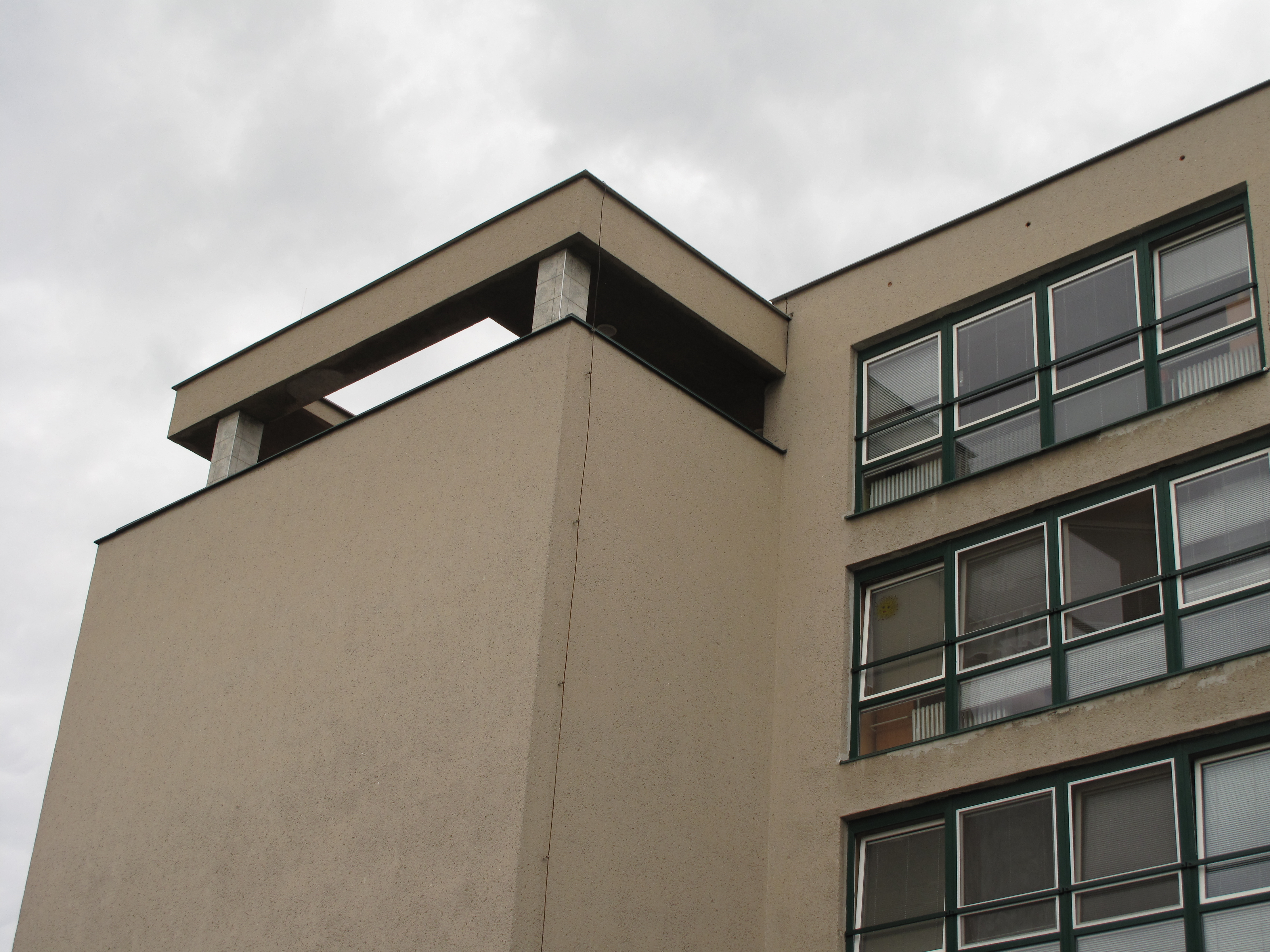
Vrcholová část objektu
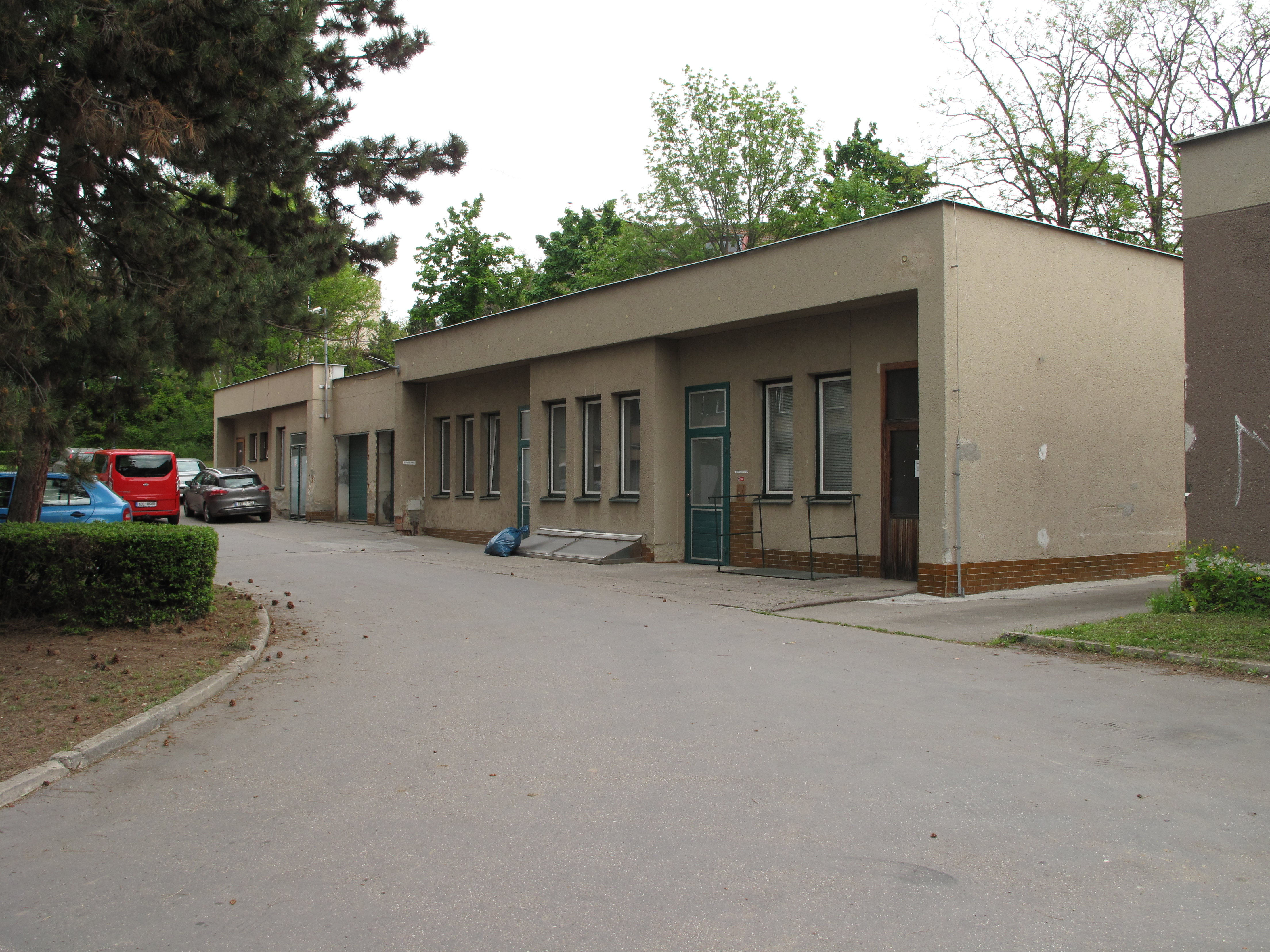
Budovy technického zázemí